# Myōchikai Kyōdan
Myōchikai Kyōdan (jap. 妙智会教団) ist eine neobuddhistische Bewegung, die aus der Religionsgemeinschaft Reiyūkai (Gesellschaft der Freunde der Geister) des Nichiren-Buddhismus hervorging. Sie wurde am 12. Oktober 1950 von Miyamoto Mitsu gegründet. Im Zentrum ihres Glaubens steht das Lotossutra. Ihr jetziges Oberhaupt ist Miyamoto Takeyasu, der auch Präsident der Arigatou Foundation ist. Als NGO innerhalb der UNO steht die Myōchikai Kyōdan auch mit UNICEF und dem UNHCR in Verbindung. Pokorny zufolge, soll die Organisation 2011 etwa 957.000  Mitglieder gehabt haben.